# Уставни закон Канаде (1982)
Уставни закон из 1982. (енгл. Constitution Act, 1982) је саставни дио Устава Канаде.

## Доношење
Закон је произашао као дио канадског процеса осамостаљивања уставних прописа. Садржавао је неколико амандмана на Закон о Британској Сјеверној Америци из 1867. (енгл. British North America Act, 1867) који је тада преименован у Уставни закон из 1867. (енгл. Constitution Act, 1867). Краљица Канаде, Елизабета II, потврдила је акт прокламацијом коју је потписала 17. априла 1982. године у Отави.
Повеља о правила и слободама заузима првих 35. одјељака Уставног закона. Власти Квебека никада нису формално одобриле спровођење акта, икако њихов формални пристанак није ни потребан. Споразуми у Мич Лејку и Шарлоттауну су били припремани као пакети амандмана којим би се одобровољила сецесионистичка влада Квебека, али оба споразума су пропала; први није ни био донесен у оба дома парламента док је други оборен на референдуму на коме се већина гласача изјаснила против њега.

## Повеља о правима и слободама
Повеља о правима и слободама је заправо првих 35. одјељака Уставног закона. Садржи одредбе које имају за циљ да заштите одређена политичка и грађанска права народа у Канади од политике и поступака свих нивоа власти. Има за циљ и да уједини Канађане око принципа који отјелотворују ова права. Права која су јасно зајемчена су: темељне слободе (слобода штампе, савести и вероисповести, удруживања и мирног окупљања); демократска права (право да се бира и да се буде биран на изборима за Доњи дом парламента), права кретања (сељење и насељавање било које покрајине или територије), законска права (општа грађанска права), право на једнакост (забрана правне дискриминације на основу етницитета, вероисповести, расе, пола, старости или неког хендикепа), право на употребу службеног језика (енглеског или француског) и право на образовање на мањинском званичном језику (енглеском у Квебеку, француском у свим осталим покрајинама).
Повеља је наслиједила претходни Канадски закон о правима, који је био усвојен 1960. године од стране владе Џона Дифенбејкера. Ипак, Канадски закон о правима је имао само федералну законску снагу, не и снагу уставног документа. Према томе, имао је слабију моћ и могао се лакше мијењати. Ово је подстакло појединце унутар власти да унаприједе заштиту права у Канади. Покрет за људска права и слободе који је настао након Другог свјетског рата такође је желио да спроведе принципе назначене у Универзалној декларацији о људским правима. Према томе, Кабинет под предсједништвом премијера Пјера Трудоа је 1982. године усвојио Повељу о правима и слободама.
Након усвајања Повеље, један од најзначајних ефеката је био значајно проширење права судске ревизије. Повеља је садржавала много изричитије одредбе о зајемчености права и улоге судија у спровођењу тих права, него што је то имао претходни закон. Судови, када би установили повреду права према Повељи, могу да оборе неуставне законе или поједине дијелове закона. Повеља је дала и нова овлашћења судовима која су се тицала правних лијекова и доказног поступка. Ова овлашћења су била знатно већа него што је то типично у англосаксонском праву и у уставном систему који је заснован на принципу парламентарне надмоћи.

## Домородачка права
Одредба 34 Уставног закона „признаје и потврђује“ постојећа домородачка и уговорна права у Канади. Ова домородачка права штите активности, праксу или традиције, које представљају саставни дио карактеристичне културе домородачких народа. Уговорна права штите и спроводе уговоре сачињене између државе и домородачких народа.
Друге одредбе Уставног закона које се тичу домородачких права су одредба 25 Повеље и одредба 35.1, која изражава очекивање о учествовању домородачких народа у подношењу амандмана на релевантне уставне одредбе.

## Једнакост и једнаке могућности
Одредба 36 подвлачи у Уставу вриједност о једнакој могућности за канадски народ, економски развој како би подржао ту једнакост, и владине службе доступне за јавно коришћење. Пододјељак 2 иде и даље, признавајући „принцип“ да би федерална власт требало да обезбједи уједначену исплату. Ова одредба је спорна, јер се поставља могућност да ли судови могу тумачити и спроводити ову одредбу, будући да она садржи више политичку и моралну, него правну позадину. Исправка ове недоумице била је један од амандмана из пакета предложеног 1992. године на договору у Шарлоттауну; међутим, канадски гласачи су на референдуму те године одбацили цео пакет.

## Измјена Устава
Одјељак 52(3) Уставног закона предвиђа да се уставни амандмани могу правити само на основу правила изложених у самом Уставу. Циљ овог одјељка је био да ојача уставну премоћ и отклони могућност да законодавци могу мијењати Устав доношењем обичног закона.
Правила за доношење амандмана на Устав Канаде су прилично детаљна. Изложена су у глави V Уставног закона. Постоји пет различитих формула за усвајање амандмана, и све се оне тичу разних тема којима се амандмани баве.

## Премоћ Устава
Према одјељку 52 Уставног закона Устав Канаде је потврђен као врховни закон Канаде — и сваки закон који није у сагласности с њим нема законске силе. Ова одредба даје могућност канадским судовима да пониште одређене законодавне акте. Иако такви закони остају у приправности, они се не могу примјењивати све док се не измијене спорне одредбе.